# Caverna Água Suja
Caverna Água Suja, oficialmente Gruta da Água Suja, é uma caverna pertencente ao PETAR, localizado na cidade de Iporanga, é considerado um Sítio da Geodiversidade de Relevância Nacional.  

## Caracterização
A caverna de 2989 metros de desenvolvimento ("extensão"), sendo desses 800 m abertos para a visitação do público geral. Seu principal atrativo é espeleológico, tendo como suas principais funções o viés educacional e turístico (recreativo) de interesse ecológico. 

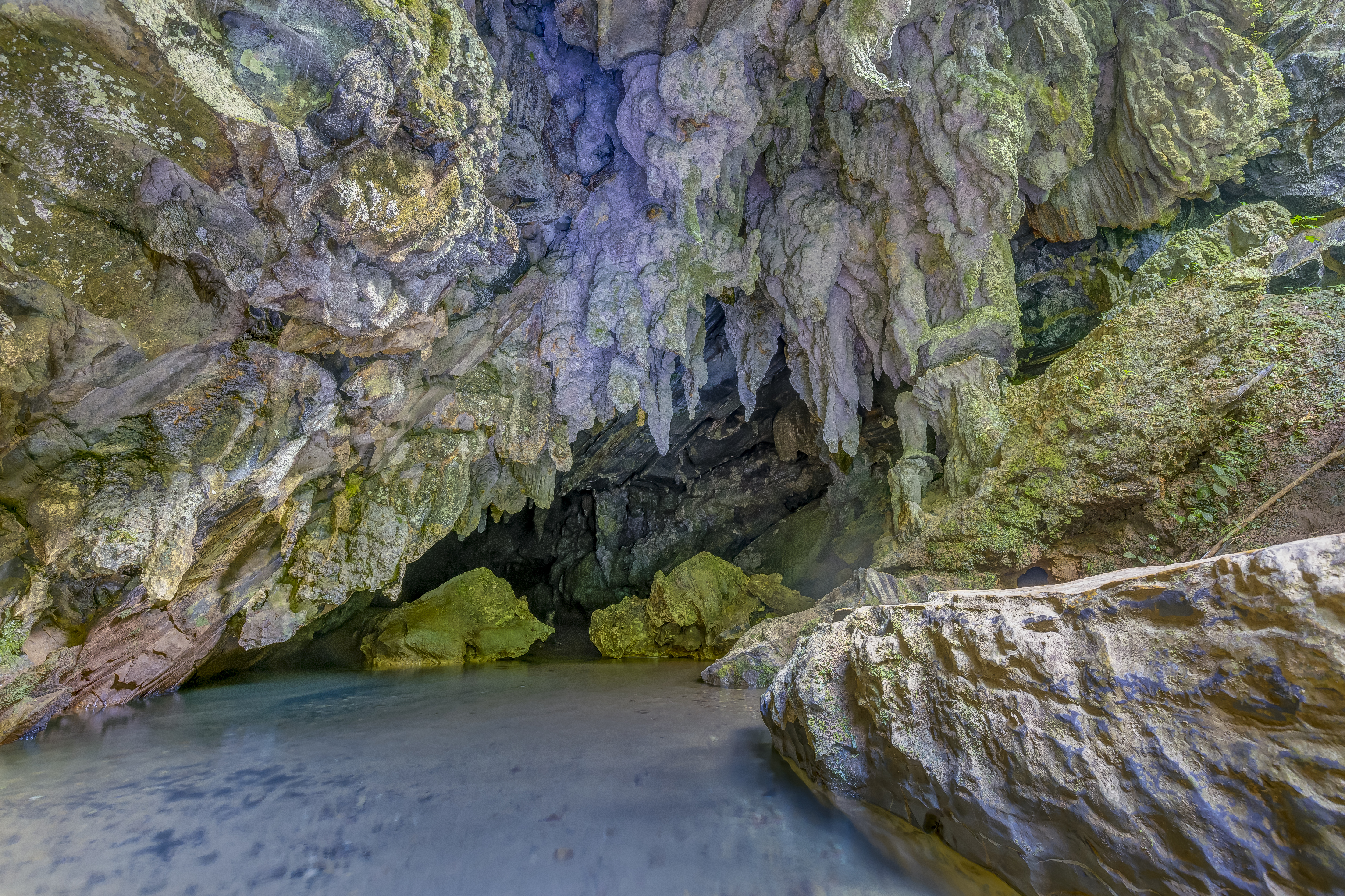
entrada da Caverna Água Suja

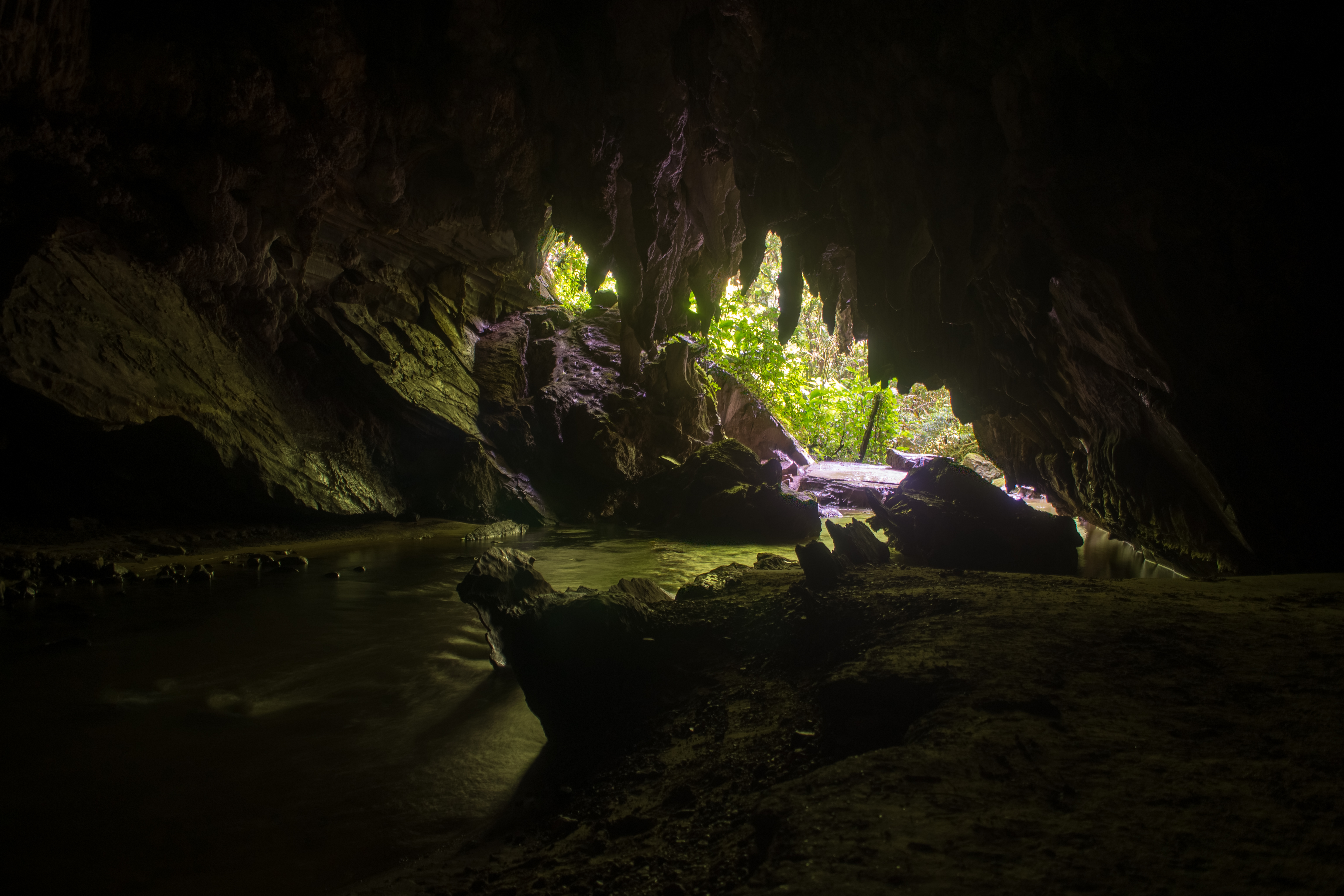
Entrada da caverna

## Histórico
Registrada em 1908 por Richard Krone, o naturalista e paleontólogo realiza os primeiros croquis e descreve a presença de líticos e cerâmicos, fogueiras e grande quantidade de carapaças de moluscos, normais a ocupação humana. 
Com a abertura efetiva do PETAR, a caverna começou a receber constantes visitas, tendo um aumento expressivo no volume nos anos 90.